# John Tyson
John H. Tyson, född 5 september 1953, är en amerikansk företagsledare som är styrelseordförande för den multinationella livsmedelsproducenten Tyson Foods sedan 1998. Han har suttit som ledamot i koncernstyrelsen sedan 1984. Tyson var också VD mellan 2000 och 2006.
Han började studera på University of Arkansas men blev senare överförd till University of Southern California. Tyson bytte universitet ytterligare en gång, den här gången till Southern Methodist University. Där avlade Tyson en kandidatexamen i företagsekonomi. Efteråt började han studera på University of Arkansas School of Law men hoppade av efter ett år när han insåg att han inte ville bli advokat eftersom advokater ger råd och inte fattar beslut. Under sina universitetsår hade han problem med missbruk av alkohol och droger, sedan 1990 är han nykterist.
Den amerikanska ekonomitidskriften Forbes rankade Tyson till att vara världens 1 248:e rikaste med en förmögenhet på 2,7 miljarder amerikanska dollar för den 8 oktober 2021.
Han äger superyachten Horizons III. Tyson samlar på konst och har verk från bland andra Willem de Kooning, Roy Lichtenstein och Andy Warhol.